# Hellboy (film din 2019)
Hellboy (titlu original: Hellboy) este un film american cu supereroi din 2019 regizat de Neil Marshall bazat pe benzi desenate Dark Horse. Rolurile principale au fost interpretate de actorii David Harbour, Milla Jovovich, Ian McShane, Sasha Lane, Daniel Dae Kim și Thomas Haden Church.

## Distribuție
- David Harbour - Hellboy / Anung Un Rama
- Milla Jovovich - Vivienne Nimue, the Blood Queen:
- Ian McShane - Professor Trevor "Broom" Bruttenholm
- Sasha Lane - Alice Monaghan
- Daniel Dae Kim - Ben Daimio
- Sophie Okonedo - Lady Hatton
- Alistair Petrie - Lord Adam Glaren
- Brian Gleeson - Merlin
- Penelope Mitchell - Ganeida
- Mark Stanley - King Arthur
- Thomas Haden Church - Lobster Johnson